# 6. prosinca
6. prosinca (6. 12.) 340. je dan godine po gregorijanskom kalendaru (341. u prijestupnoj godini).
Do kraja godine ima još 25 dana.

## Događaji
- 1240. – Konjica na čelu s Batu-kanom, unukom mongolskog vladara Džingis-kana, zauzela je Kijev, potpuno ga razorila i pokorila južnu rusku kneževinu. Prije toga osvojili su carstvo Volga-Bugari, kneževine Rjasan, Moskva i Vladimir.
- 1586. – Toma Erdödy je s malim brojem ratnika (500 konjanika i 500 pješaka) razbio Ali-begovu vojsku (3 000 konjanika i 500 pješaka) kod Ivanića.
- 1768. – Objavljeno je prvo izdanje Encyclopædie Britannice, jedne od najčitanijih enciklopedija u svijetu.
- 1917. – 1600 poginulih u eksploziji u Halifaxu (Kanada).
- 1917. – Neovisnost Finske od Rusije.
- 1922. – Neovisnost Irske od Ujedinjenog Kraljevstva.
- 1947. – Na Floridi je osnovan Nacionalni park Everglades. Ovaj nacionalni park proteže se od jezera Okeechobee na sjeveru, pa sve do krajnjeg juga ove američke savezne države.
- 1954. – Održan je prvi zagrebački festival zabavne glazbe pod nazivom Izaberite najbolje plesne melodije 1953. Od 108. pristiglih na natječaj izvedeno je 12 skladbi. Plesnim orkestrom Radio Zagreba ravnao je Zlatko Černjul, a kao vokalni solisti nastupali su Ivo Robić i Rajka Vali. Na temelju glasova publike u dvorani Istra za pobjedničku melodiju izabrana je Ta tvoja ruka mala skladatelja Ljube Kuntarića na tekst Branke Chudobe dok je pjesmu otpjevao Ivo Robić. Uz Festival u Sanremu koji je utemeljen dvije godine prije, Zagrebfest je najstarija europska priredba zabavne glazbe. Sredinom 60-ih Zagrebačka škola Šansone prepoznata je kao poseban glazbeni izraz. Zagrebfest postavio je standarde bavljenja zabavnom glazbom, umanjio je utjecaj stranih autora i omogućio stvaranje domaćeg glazbenog izraza stalno prisutnog u redovitim sadržajima radija i televizije. Svojim odlikama Zagrebfest zauzeo je nezamjenjivo mjestu u ukupnom glazbenom životu Hrvatske.
- 1991. – Tzv. Crni petak za dva hrvatska grada: Dubrovnik (biser hrvatske povijesne baštine) te Osijek. Toga su dana srbo-četničke snage koje predvodi tzv. JNA topovima, tenkovima te minobacačima napali Osijek i Dubrovnik. Agresor koristi i eksplozivne naprave zabranjene međunarodnim konvencijama. U gradu sv. Vlaha napad traje duže od 10 sati. Projektili razaraju staru gradsku jezgru. Oštećene su palače Sponza, crkva sv. Vlaha, gradske zidine, luka te hoteli. Na više mjesta rakete i granate izazvale su požar, a branitelji i mještani pod neprekinutom kanonadom gase vatru. Toga dana poginulo je 19 osoba. Istodobno su Osječani po tko zna koji put u skloništima. Agresor uglavnom gađa civilne ciljeve: središte grada, staru Tvrđu te stambene objekte. Napad je počeo iznenadnim granatiranjem, zbog čega je stradao veći broj ljudi na ulicama i u trgovinama. Europa, po običaju, nije jedinstvena u tumačenju agresije na Hrvatsku. Toga je dana u oba grada poginulo 29 ljudi, dok ih je oko stotinu lakše ili teže ozlijeđeno.
- 1998. – Osnovana stranka vojvođanskih Hrvata, Hrvatski narodni savez.
- 2000. – U Pragu je, uz sve počasti i medalje, pokopan Emil Zátopek, češki atletičar, dobitnik olimpijskog zlata čak 4 puta.
- 2008. – Hrvatski film "Armin" redatelja Ognjena Sviličića, pobijedio je na Festivalu mediteranskog filma u Bruxellesu.
- 2008. – U Pragu je otkriven spomenik Vladimiru Prelogu, hrvatskom kemičaru i nobelovcu, koji je studirao i doktorirao u glavnom češkom gradu.
- 2020. – Hrvatska ženska rukometna reprezentacija na Europskom rukometnom prvenstvu u Danskoj svladala tadašnjeg svjetskog prvaka Nizozemsku rezultatom 27:25.

| - 1478. – Baldassare Castiglione, talijanski državnik i književnik († 1529.) - 1778. – Joseph Louis Gay-Lussac, francuski kemičar i fizičar († 1850.) - 1823. – Max Müller, njemački filolog, orijentalist († 1900.) - 1827. – Janko Nikola Grahor, hrvatski graditelj i projektant († 1906.) - 1848. – Johann Palisa, austrijski astronom († 1925.) - 1883. – Halil Džubran, libanonski i američki pjesnik († 1931.) - 1905. – Tarsilla Ana Osti, hrvatska redovnica i mističarka († 1958.) - 1943. – Neven Šimac, hrvatski pravnik i prevoditelj († 2025.) - 1985. – Dulce Maria, meksička glumica, pjevačica i skladateljica - 1988. – Jure Dolenec, slovenski rukometaš - 1992. – Dominik Glavina, hrvatski nogometaš | - 326., 345., 351. ili 365.: Sveti Nikola, biskup Mire (Mala Azija), svetac katoličke i pravoslavne Crkve, te zaštitnik djece i pomoraca, tj. mornara. - 1504. – Juraj Ćulinović, hrvatski slikar (* ?) - 1779. – Jean Baptiste Siméon Chardin, francuski slikar (* 1699.) - 1878. – Matija Mesić, hrvatski povjesničar i prvi rektor zagrebačkog sveučilišta (* 1826.) - 1892. – Werner von Siemens, njemački elektrotehničar i izumitelj (* 1816.) - 1922. – Nikola Gazdić, Hajdukov napadač (* prije 1900.) - 1974. – Roberto Bartini, hrvatski dizajner zrakoplova i znanstvenik (* 1897.) - 1981. – Stjepan Gunjača, hrvatski arheolog (* 1909.) - 1988. – Roy Orbison, američki pjevač, kantautor, gitarist te pionir Rock'n'Rolla čija je karijera trajala više od četiri desetljeća (* 1936.) - 2001. – Jakov Altaras, hrvatsko - njemački radiolog svjetskog glasa (* 1918.) - 2020. – Džej Ramadanovski, srbijanski pjevač romskog podrijetla (* 1964.) |

## Blagdani i spomendani
- Dan pomoraca
- Dan grada Komiže
- Dan grada Kraljevice
- Dan grada Krapine
- Dan grada Pleternice
- Dan grada Preloga
- Dan grada Varaždina
- Dan sv. Nikole (Nikolinje)
- Dan državnosti u Finskoj i Irskoj

## Imendani
- Nikola
- Nino
- Nikolina
- Nina
- Nikša